# Recesión

El PIB mundial (PPA) per cápita por país (2012).

Una recesión es una disminución o pérdida generalizada de la actividad económica de un país o región. Esta reducción de la actividad económica se mide a través de la bajada, en tasa interanual, del Producto Interno  Bruto (PIB) real, y debe producirse de manera generalizada durante un período de tiempo significativo. La opinión emitida por Julius Shiskin en un artículo publicado el 28 de agosto de 1975 en el diario New York Times en torno a dos trimestres consecutivos de caída como plazo definitorio para el término.

## Recesión, ciclos económicos y variables
En la teoría de los ciclos económicos, corresponde a la fase descendente del ciclo.
La recesión se suele caracterizar por una reducción de casi todas las variables económicas como son:
- La producción de bienes y servicios.
- El consumo: particularmente suelen descender las ventas de automóviles y viviendas.
- La inversión: suele ser especialmente sensible en las recesiones, teniendo caídas muy pronunciadas durante estos periodos. Cuando empeora la situación económica, una gran parte es atribuible a las reducciones del gasto en nuevas inversiones, que son suspendidas o aplazadas en el tiempo.
- El empleo: la caída de la producción de bienes y servicios, provoca que las empresas demanden menos mano de obra y por tanto se produce un aumento del desempleo, así lo muestra la Ley de Okun
- El beneficio de las empresas.
- Las cotizaciones de los principales índices del mercado financiero.
- La inflación: suele bajar durante los periodos de recesión. Al descender la demanda de materias primas, caen sus precios. Los salarios y los precios industriales tienen menos tendencia a bajar, pero tienden a subir menos deprisa en las recesiones económicas.

La recesión puede producirse de forma suave o abrupta. En este último caso hablamos de crisis. El proceso se complica cuando un elevado número de empresas entra en quiebra y arrastra a los proveedores pudiendo llegar en algunos casos a lo que normalmente denominamos crisis. Tal disminución generalmente provoca un gran desempleo. Si la recesión es muy seria, se conoce como depresión.

## Causas de las recesiones
Algunas causas de la recesión son la sobreproducción, la disminución del consumo por escasez de demanda (atribuible a la preocupación sobre el futuro, por ejemplo), la carencia de innovaciones y de formación de nuevo capital, fluctuaciones casuales, corrupción política y económica y las pandemias. Las recesiones suelen estar motivadas por fuertes oscilaciones de la demanda agregada. También una recesión es incentivada por crisis sanitarias, como la pandemia de COVID-19.
Algunas recesiones han ocurrido por la especulación excesiva desregulada de los mercados financieros en conjunto con la corrupción empresarial, como la Gran Recesión del año 2008 (también conocida como Crisis subprime) y la Crisis del 29.